# Isla Canela
Isla Canela ist eine etwa 6,5 km lange und bis zu 200 m breite spanische Insel im Atlantik. Sie liegt direkt vor dem spanischen Festland im Mündungsgebiet des spanisch-portugiesischen Grenzflusses Guadiana südlich des Stadtgebiets von Ayamonte. 
Die Insel ist heute über schmale Fahrdämme mit Ayamonte verbunden. Auf ihr befinden sich mehrere Hotelanlagen und die Strände von Ayamonte.